# Saxifraga x verguinii
Saxifraga x verguinii es una planta herbácea de la familia de las saxifragáceas.
Es un híbrido compuesto por las especies Saxifraga pubescens y Saxifraga pentadactylis.

## Taxonomía
Saxifraga x verguinii fue descrita por Luizet & Soulié y publicado en Bull. Soc. Bot. France 59: 151 1912.
Etimología
Saxifraga: nombre genérico que viene del latín saxum, ("piedra") y frangere, ("romper, quebrar"). Estas plantas se llaman así por su capacidad, según los antiguos, de romper las piedras con sus fuertes raíces. Así lo afirmaba Plinio, por ejemplo.
verguinii: epíteto otorgado en honor del botánico francés Louis Verguin.